# Peter Phillips (chef de chœur)
Pour les articles homonymes, voir Phillips et Peter Phillips (homonymie).
Peter Phillips (Southampton, 15 octobre 1953) est un chef de chœur et musicologue britannique. Il fonde l'ensemble The Tallis Scholars en 1973 et Gimell Records (avec Steve Smith) en 1980.

## Biographie

### Formation
Peter Phillips effectue ses études au Winchester College (1967–1971), à la Royal School of Church Music (1972) et au St John's College, d'Oxford (boursier orgue 1972–1975). Il étudie la musique ancienne avec Hugh Macdonald, Denis Arnold et David Wulstan. Ensuite, il enseigne à l'Université d'Oxford, au Trinity College of Music et au Royal College of Music de Londres (où il dirige le chœur de chambre, succédant à David Willcocks). En 1988, il renonce à tous ces postes dans le but de poursuivre une carrière à temps plein dans la direction.

### The Tallis Scholars
Le premier concert de Phillips avec les Tallis Scholars a lieu à la St Mary Magdalen's Church d'Oxford, le 3 novembre 1973. L'ensemble est composé de chorales universitaires (d'où l'utilisation du mot « étudiants ou savants » dans le titre) et laïcs de la fondation chorale d'Oxbridge. Dès le début, Phillips veut produire un son distinctif, influencé par des chœurs qu'il admire, en particulier le Clerkes of Oxenford. Cependant, le répertoire qu'il a choisi est idiosyncrasique, en fonction de son désir d'explorer les répertoires négligés de la polyphonie, tant anglaise que continentale. Ce premier concert contenait de la musique d'Obrecht, Ockeghem et Lassus. Après la fondation de l’ensemble The Tallis Scholars en 1973 et le label discographique Gimell Records mars 1980, The Tallis Scholars continuent à combler de nombreuses lacunes dans le catalogue d'enregistrement, réalisant des disques consacrés à des compositeurs relativement inconnus comme Obrecht, Ockeghem, Cardoso, White, Clemens, Gombert et Mouton. Depuis que l'ensemble a remporté le Gramophone Record de l'année, en 1987, The Tallis Scholars sont peut-être reconnus au niveau mondial comme le meilleur ensembles dans l'interprétation de la polyphonie de la Renaissance.
Peter Phillips a rencontré le compositeur John Tavener, en 1977, conduisant à une longue amitié. Pendant de nombreuses années, Tavener était le seul compositeur vivant à écrire pour The Tallis Scholars. Cette relation aboutissant à plusieurs chefs-d'œuvre, tels Ikon of Light, the Lords Prayer (1999), Let not the Prince be silent, Hommage à Cavafy et The Requiem Fragments. Plus récemment Phillips a commandé des œuvres chorales à Eric Whitacre, Gabriel Jackson, Nico Muhly, Ivan Moody, John Woolrich, Matthieu Martin, Christophe Willcock et Michael Nyman. En 2014, enregistre un disque entièrement consacré au style tintinnabulant d'Arvo Pärt.
Peter Phillips donne son premier concert promenade en 1988 et depuis est apparu sept fois de suite, toujours avec The Tallis Scholars, mais en 2007, également avec les BBC Singers, lorsque les deux ensembles ont joint leurs forces pour donner la première interprétation moderne de la messe Ecco si beato giorno de Striggio, où Agnus Dei finale nécessite 60 voix. Phillips et The Tallis Scholars sont apparus aux Proms, le 4 août 2014, jour anniversaire du déclenchement de la première Guerre mondiale, avec un Requiem écrit par John Tavener et diffusé sur BBC 4.
En 1990, Phillips apparaît au South Bank Show, d'ITV, présenté par Melvyn Bragg. Où ils suivent le cours de la polyphonie à travers l'Angleterre et les Pays-Bas l'émission est intitulée, « A Personal Odyssey ».
En 2013, il dirige  The Tallis Scholars dans les 99 concerts donnés cette année-là, pour célébrer le 40e anniversaire de l'ensemble. Parmi les pays visités se trouve pour la première fois, la Nouvelle-Zélande, l'Australie, pour la septième fois, le Japon pour la 14e fois et pour la 61e fois, les États-Unis.

### Invitations
En 1985, Phillips est invité à diriger La Chapelle royale (l'ensemble de Philippe Herreweghe) et les par le chœur de chambre des Pays-Bas, qui suscite un intérêt sur le long terme, à travailler avec des ensembles formés hors la tradition chorale de l'église anglicane. Ces invitations ont aussi développé chez Phillips un intérêt pour la culture européenne, de la cuisine et des langues. Il possède une propriété à Paris depuis 1989 et donne des entretiens en français, allemand, italien et en espagnol. Il a aussi étudié l'arabe (mais n'a pas donné d'interview). À partir de 2015, The Tallis Scholars ont donné plus des deux tiers de leurs 2 000 concerts, hors du Royaume-Uni.
Phillips a travaillé avec le Chœur de la Radio finlandaise, les Voix de Markell (Novossibirsk) et le Collegium Vocale Gent (toujours à l'invitation de Philippe Herreweghe). En 2003, commence une collaboration avec les BBC Singers, avec qui l'ensemble s'est produit dans près d'une vingtaine de productions. Il travaille régulièrement avec The Tudor Choir de Seattle, le Chœur de chambre de Namur, Intrada (Moscou), El Leon de Oro (Oviedo) et Musica Reservata (Barcelone). En 2013, une nouvelle collaboration avec le chœur de chambre des Pays-Bas, met en avant la messe à 12 voix de Brumel, Missa Et ecce terrae motus.

### Éducateur
En 2000, Peter Phillips et David Woodcock mettent en place la première (Tallis Scholars Summer School) école d'été des Tallis Scholars à Oakham (160 km au Nord de Londres). Elle est suivie en 2005, par une extension à Seattle aux États-Unis et en 2007 en Australie, à Sydney. Phillips participe également à des cours similaires à Rimini, Évora et Barcelone. Il donne des conférences aux cours pré-universitaires de John Hall, à Venise (John Hall Pre-University Venice Course) depuis 1981. En août 2015 au Winchester College, il dirige un nouveau cours pour les 16–25 ans, intitulé Tallis Scholars.
Phillips commence en 1974, une association avec la Merton College Chapel d'Oxford du , en tant qu'étudiant de premier cycle, il dirige Why fum'th in fight de Tallis, en tant que prélude à une interprétation de la Fantaisie sur un Thème de Thomas Tallis de Vaughan Williams. The Tallis Scholars ont enregistré régulièrement à la Merton Chapel, entre 1976 et 1987, et y retournent définitivement en 2005. En 2006, avec l'aide de Jessica Rawson et Simon Jones, Peter Phillips établit une nouvelle fondation chorale au Merton College. Cette chorale a chanté ses premières concerts sous la direction de Phillips et de Benjamin Nicholas en octobre 2008 et depuis lors, fait des tournées, et grave un disque chaque année. En 2011, The Guardian décrivait déjà cette chorale comme « remarquable ».
En 2014, Peter Phillips aide à établir le premier concours choral dans l'ancienne église de St John's Smith Square de Londres. Parmi les membres du jury se trouve réunit : John Rutter, Emma Kirkby, Alastair Hume, Mark Williams et James O'Donnell. Le compositeur vedette étant John Tavener.
Phillips récemment nommé administrateur fondateur de la Muze Trust, un organisme de bienfaisance conçu pour aider à l'éducation musicale en Zambie. À l'invitation de Paul Kelly, le fondateur du Trust, il visite Lusaka, en 2010, dirige Vox Zambesi, lors d'un concert et pour un enregistrement. Muze Trust a récemment fait l'acquisition de ses propres locaux, à Lusaka.

### Autres activités
Peter Phillips est un adepte du cricket et membre du Marylebone Cricket Club et du Chelsea Arts Club. En 1986, il devient pilote qualifié, dans l'espoir de dompter sa peur de la turbulence. En 2007, il achète un yacht en bois à moteur de 31 mètres, le Créole, construit en 1930 et amarré dans le port de Seattle.

## Prix et distinctions
En 2005, Peter Phillips est fait Chevalier de l'Ordre des Arts et des Lettres par le ministre de la culture français, une décoration destinée à honorer les personnes qui ont contribué à la compréhension de la culture française dans le monde.
En 2008, il a été fait un Reed Rubin Director of Music au Merton College, Oxford ; et en 2010, Bodley Fellow.
Avec The Tallis Scholars, il a reçu quatre Gramophone Awards (en 1987, 1991, 1994 et 2005) ; deux Diapason d'Or de l'Année (en 1989 et 2012) ; et trois nominations aux Grammy Awards (en 2002, 2009 et 2010). Leur enregistrement du Miserere d'Allegri de 1980 est considéré par le BBC Music Magazine comme étant l'un des cinquante plus grands enregistrements de tous les temps
En 2009, The Tallis Scholars ont été élus par Early Music Today le quatrième plus influents du début du groupe dans l'histoire du genre après les ensembles instrumentaux de David Munrow, John Eliot Gardiner et Christopher Hogwood. En 2013, ils sont élus aux Gramophone Hall of Fame – environ 120 noms de toute l'histoire de l'enregistrement classique, le seul ensemble de musique ancienne à être inscrit.

## Publications
En plus de son principal travail de chef de chœur et d'interprète, Phillips publie des articles spécialisés et de nouvelles éditions de partitions rares, qui contribuent à établir plus largement la polyphonie de la Renaissance. En outre, il écrit une chronique pour le magazine The Spectator sur tous les aspects de la musique classique depuis janvier 1983, représentant plus de 450 articles. En 1989, il écrit aussi une colonne de cricket.
En 1995, il achète et édite The Musical Times — le plus ancien journal au monde publié sans interruption. Il écrit également  pour le supplément littéraire du Times, The Times, The Guardian, The Musical Times, le Royal Academy Magazine, le BBC Music Magazine et l'Evening Standard.
Il a écrit trois livres : English Sacred Music 1549–1649 (Gimell, 1991) ; What We Really Do (Musical Times, première édition 2003) ; What We Really Do (Musical Times, seconde édition de 2013).

## Sources
- English Sacred Music 1549–1649 (Gimell, 1991)
- What We Really Do (Musical Times, première édition 2003)
- What We Really Do (Musical Times, seconde édition 2013)
- Gramophone Magazine (septembre 1994) : page de couverture
- Early Music Today (octobre/novembre 2009 p. 15)